# Orientale tartomány
Az Orientale tartomány (korábban Felső-Zaire) a Kongói Demokratikus Köztársaság egyik tartománya. Az ország északkeleti részén fekszik, tartományi fővárosa Kisangani. A tartomány nyugaton az Egyenlítői tartománnyal, délnyugaton a Kasai-Kelet tartománnyal, délen a Maniema tartománnyal, délkeleten az Észak-Kivu tartománnyal határos. Északon a Közép-afrikai Köztársaság és Szudán, keleten Uganda határolja. Területe 503 239 km², lakossága 5 566 000 (1998), népsűrűsége 11 fő/ km².
Az Orientale tartomány Ituri körzete a jelenleg is tartó Ituri-konfliktus helyszíne.

## Története
A tartomány már a belga gyarmatosítás alatt létezett. 1933-tól 1947-ig fővárosa francia neve után Stanleyville körzetnek nevezték (ma Kisangani). 1962-ben az Orientale tartomány megszűnt és Felső-Kongó, Kibali-Ituri valamint Uele tartományokra bomlott fel. Négy évvel később, 1966-ban a tartomány újra egyesült. 1971-től Felső-Zaire (Haut-Zaire) volt a neve. Mobutu Sese Seko uralmának megdöntése után, 1997-ben a Felső-Kongó nevet kapta vissza, majd még abban az évben megkapta mai nevét. 
1998-ban az Orientale tartománybeli Durba és Watsa településeken volt a Marburg-vírus okozta vérzéses láz epicentruma. A járvány elsősorban az aranybánya dolgozói között terjedt. Nevét a németországi Marburg városáról kapta, ahová kísérleti állatokkal hurcolták be a betegséget.

## A tartomány a 2005-ös alkotmány után
A Kongói Demokratikus Köztársaság 2005-ben született új alkotmánya az Orientale tartományt a jelenlegi négy régiónak megfelelő négy új tartományra osztotta. Az alkotmányt a 2006 februárjában megtartott népszavazás elfogadta. Az új felosztás többszöri halasztás után 2015-ben lépett hatályba. 
- Ituri
- Felső-Uele
- Tshopo
- Alsó-Uele